# Czynnościowo-endoskopowa chirurgia zatok przynosowych

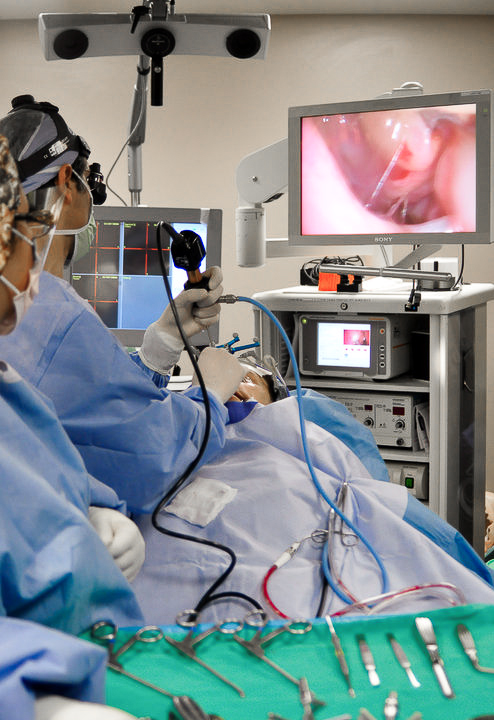
Otolaryngolog wykonujący zabieg FESS. Endoskopowy obraz jamy nosowej jest wyświetlany na monitorze w czasie rzeczywistym.

Czynnościowo-endoskopowa chirurgia zatok przynosowych (ang. functional endoscopic sinus surgery, FESS) – minimalnie inwazyjna technika endoskopowych zabiegów operacyjnych zatok przynosowych. FESS jest leczeniem przyczynowym, mającym za zadanie odtworzenie prawidłowego funkcjonowania kompleksu ujściowo-przewodowego z zachowaniem błony śluzowej zatok, co umożliwia jej regenerację dzięki przywróceniu naturalnego drenażu zatok. Czynnościowo-endoskopowa chirurgia zatok przynosowych jest obecnie złotym standardem postępowania w przypadku przewlekłego zapalenia zatok przynosowych.

## Wskazania
Zabiegi czynnościowo-endoskopowej chirurgii zatok przynosowych wykonuje się przede wszystkim w przypadkach przewlekłego lub nawracającego ostrego zapalenia zatok przynosowych, nie reagującego na leczenie farmakologiczne (obejmujące m.in. antybiotykoterapię i kortykosteroidoterapię). Metodę tę stosuje się także do usuwania ciał obcych, polipów lub niewielkich guzów nowotworowych nosa i zatok, leczenia śluzowiaka zatok przynosowych, ograniczonej grzybicy zatok, niedrożności kanalików łzowych czy wad rozwojowych. Możliwe jest także za jej pomocą wykonywanie dekompresji oczodołu (np. w leczeniu orbitopatii tarczycowej) i nerwu wzrokowego (przeprowadzanej najczęściej z powodu pourazowej neuropatii nerwu wzrokowego) oraz chirurgiczne zaopatrzenie niektórych przypadków wycieku płynu mózgowo-rdzeniowego przez nos. Bywa wykorzystywana także do operacji guzów przysadki mózgowej.

## Przeciwwskazania
Zabiegi FESS są przeciwwskazane w przypadku rozległych zmian (zwłaszcza złośliwych, jeśli niemożliwe jest endoskopowe usunięcie całej zmiany wraz z marginesem), unika się także operowania dzieci. W przypadkach śródoczodołowych powikłań ostrego zapalenia zatok, takich jak ropień oczodołu, zapalenie szpiku kości czołowej i Guz Potta leczenie endoskopowe może być nieskuteczne i preferuje się chirurgię otwartą. Leczenie chirurgiczne z otwartego dostępu powinno być także rozważane gdy poprzednie zabiegi endoskopowe nie przyniosły trwałej poprawy. Względnym przeciwwskazaniem jest palenie papierosów, ponieważ u pacjentów palących, a zwłaszcza kontynuujących palenie po operacji, obserwuje się zwiększone narastanie tkanki ziarninowej w operowanych miejscach, mogące powodować konieczność ponownej operacji.

## Przygotowanie i przebieg zabiegu
Przed zabiegiem FESS konieczne jest dokonanie szczegółowej oceny warunków anatomicznych operowanej okolicy, szczególnie u pacjentów z wadami wrodzonymi lub wcześniej już operowanych. W tym celu przeprowadza się dokładny wywiad, badanie endoskopowe nosa, tomografię komputerową nosa i zatok. W celu poprawy orientacji śródoperacyjnej stosuje się systemy neuronawigacji, nazywane chirurgią nawigowaną obrazowaniem lub chirurgią w asyście komputera (ang. computer-aided surgery, computer-assisted surgery, CAS). Zabiegi wykonuje się z dojścia przez jamę nosową. Można je wykonywać w znieczuleniu miejscowym z sedacją lub w znieczuleniu ogólnym z intubacją, która pozwala ograniczać ściekanie krwi do tchawicy. Stosuje się także setony wchłaniające spływającą krew oraz farmakologiczne metody ograniczające krwawienie w polu operacyjnym. Dokładny zakres zabiegu dobierany jest indywidualnie w zależności od charakteru i lokalizacji zmian koniecznych do usunięcia, ale zwykle zabieg wykonywany jest w obrębie komórek sitowych przednich, lejka sitowego, puszki sitowej, rzadziej natomiast w komórkach sitowych tylnych, zatoce szczękowej, klinowej lub czołowej. Jedną z nowszych metod endoskopowego udrażniania ujść zatok przynosowych jest umieszczanie w nich rozprężanych baloników bez usuwania kości i tkanek miękich. Po zakończeniu zabiegu w nosie umieszcza się wewnętrzne opatrunki (tamponadę).

## Postępowanie pooperacyjne

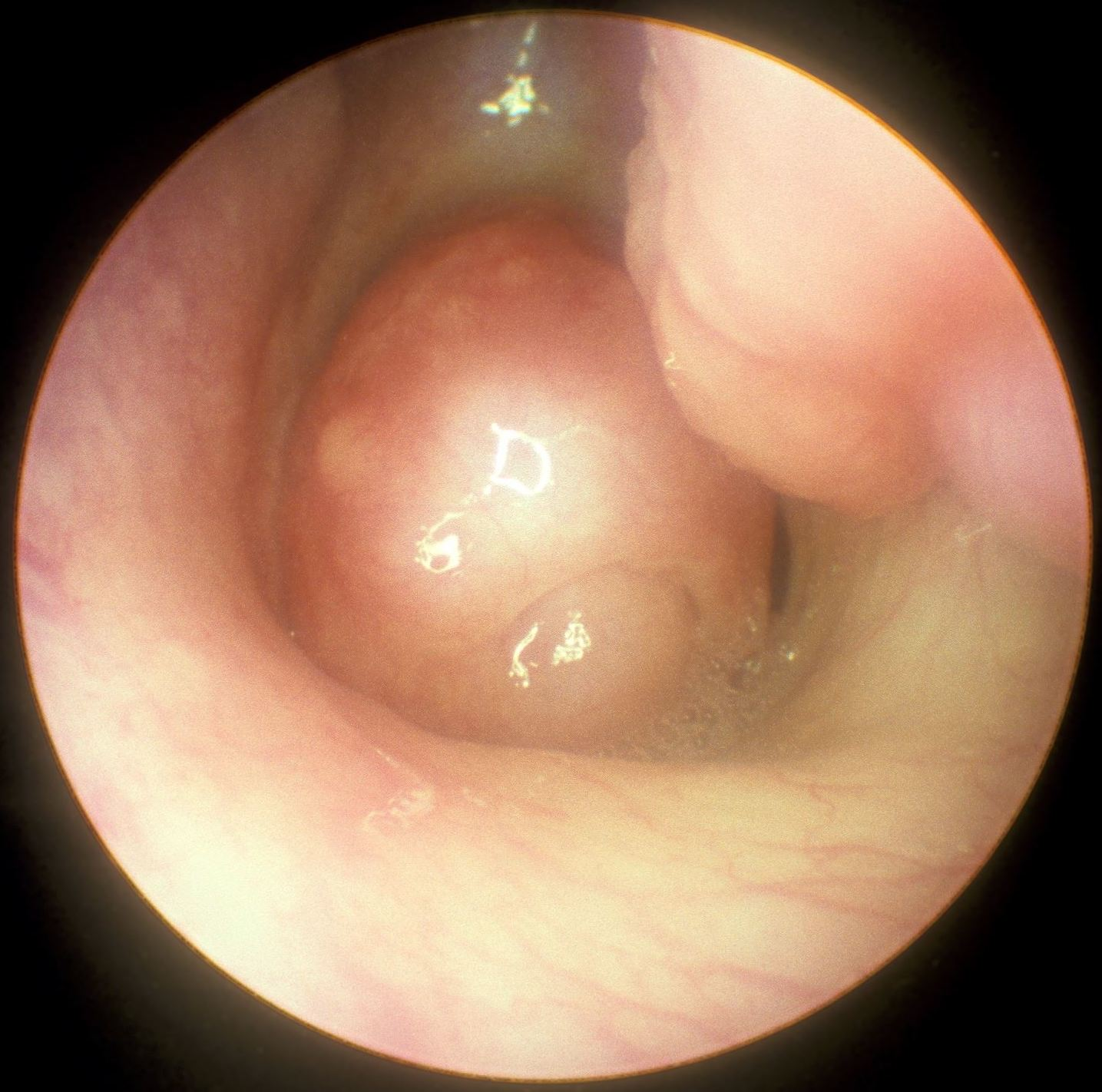
Widok endoskopowy lewej części jamy nosowej: centralnie ukazany polip przechodzący z przeciwległej (prawej) strony jamy nosowej.

Postępowanie pooperacyjne obejmuje przede wszystkim ocenę krwawienia i uśmierzanie bólu. By umożliwić ocenę krwawienia po operacji, pacjent powinien wypluwać spływającą wydzielinę zamiast ją połykać. Podawane są środki przeciwbólowe takie jak paracetamol, metamizol lub niesteroidowe leki przeciwzapalne (u pacjentów z polipami nosa należy zachować szczególną ostrożność w stosowaniu tych ostatnich ze względu na częste współwystępowanie astmy aspirynowej). Opatrunki, uniemożliwiające oddychanie przez nos, usuwane są przed wypisem pacjenta ze szpitala. Stosuje się również aerozol z soli fizjologicznej do nosa i pooperacyjną profilaktykę antybiotykową.

## Powikłania
Częstość występowania powikłań po zabiegach FESS szacuje się na 2-5,4%. Najczęściej występuje krwawienie spowodowane uszkodzeniem tętnic sitowych, tętnic tylnych przegrody nosa lub tętnicy szyjnej wewnętrznej. Może wystąpić także krwiak oczodołu, uszkodzenie nerwu wzrokowego lub ścian oczodołu (w tym powodujące diplopię lub ślepotę), odma podskórna, wyciek płynu mózgowo-rdzeniowego, uszkodzenie kanału nosowo-łzowego, łzawienie, zaburzenia węchu, zakażenia lub zrosty w operowanej okolicy.

## Historia
Próby leczenia zapalenia zatok przynosowych z dostępu przez nos były podejmowane już pod koniec XIX wieku, jednak były to zabiegi obarczone wieloma poważnymi powikłaniami. Lepsze poznanie patofizjologii nosa i zatok przynosowych, a szczególnie kluczowej roli ich prawidłowego drenażu, pozwoliło na odejście od tradycyjnego dążenia do usunięcia jak największej ilości zmienionej chorobowo błony śluzowej na rzecz oszczędzających zabiegów udrażniających. Pierwsze zabiegi czynnościowo-endoskopowej chirurgii zatok przynosowych zostały wykonane w 1970 roku przez austriackich chirurgów Waltera Messerklingera i Heinza R. Stammbergera. W Stanach Zjednoczonych technikę wprowadził David W. Kennedy.